# خالد الدبيسي
خالد محمد الدبيسي لاعب كرة قدم سعودي، يلعب في الظهير الأيسر .
لعب سابقاً في نادي أحد و نادي الفيحاء و نادي الكوكب.